# Karel Dobš
Karel Dobš (* 17. srpna 1970) je bývalý český fotbalista.

## Fotbalová kariéra
V české lize hrál za FC Slovan Liberec a FC Svit Zlín. Nastoupil celkem ve 35 utkáních a dal 1 gól. V československé lize nastoupil ve 3 utkáních. V nižší soutěži hrál i za FK Admira/Slavoj.

## Ligová bilance
| Ročník                          | Zápasy | Góly | Klub              |
| ------------------------------- | ------ | ---- | ----------------- |
| 1. česká fotbalová liga 1994/95 | 19     | 1    | FC Slovan Liberec |
| 1. česká fotbalová liga 1995/96 | 2      | 0    | FC Slovan Liberec |
| 1. česká fotbalová liga 1995/96 | 11     | 0    | FC Svit Zlín      |
| 1. česká fotbalová liga 1996/97 | 3      | 0    | FC Slovan Liberec |
| Česká fotbalová liga 1996/97    | -      | 1    | FK Admira/Slavoj  |
| CELKEM 1. liga                  | 38     | 1    |                   |